# Sevani Lerrnants'k'
Sevani Lerrnants'k' är ett bergspass i Armenien. Det ligger i den centrala delen av landet, 60 kilometer nordost om huvudstaden Jerevan. Sevani Lerrnants'k' ligger 2 122 meter över havet.
Terrängen runt Sevani Lerrnants'k' är huvudsakligen kuperad, men norrut är den bergig. Terrängen runt Sevani Lerrnants'k' sluttar norrut. Närmaste större samhälle är Sevan, 13,4 kilometer söder om Sevani Lerrnants'k'. 
Trakten runt Sevani Lerrnants'k' består i huvudsak av gräsmarker. Runt Sevani Lerrnants'k' är det ganska tätbefolkat, med 72 invånare per kvadratkilometer.